# جان اببرل
جان اببرل (انگلیسی: John Ebbrell؛ زادهٔ ۱ اکتبر ۱۹۶۹) بازیکن فوتبال اهل بریتانیا است.
از باشگاه‌هایی که در آن بازی کرده‌است می‌توان به باشگاه فوتبال اورتون و باشگاه فوتبال شفیلد یونایتد اشاره کرد.